# Жлобинское
Жлобинское — озеро в Барановичском районе Брестской области Беларуси, в восточной части города Барановичи. Относится к бассейну реки Щара.
Площадь поверхности озера около 0,15 км². Длина 0,6 км, ширина 0,4 км. Длина береговой линии 1,4 км. Наибольшая глубина 1 м.
В озере водятся плотва, карась, окунь, щука и другие виды рыб.

## Происхождение названия
Название озеро балтского происхождения, прежняя назывная форма — Жлобин. В более позднее время у его северо-западного берега известный одноименный хутор.